# Civitanova (Lanciano)

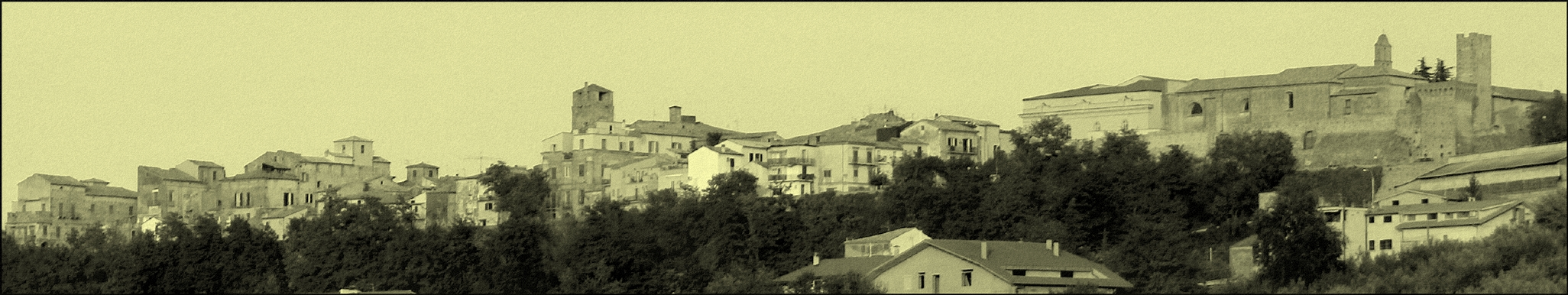
Panorama del Quartiere Civitanova: in vista (da destra) le Torri Montanare con la chiesa di Santa Giovina e il campanile di Santa Maria Maggiore

Il quartiere Civitanova (detto anche Sacca - Civitanova perché accorpa a sé il rione Sacca)  è uno dei quattro quartieri storici di Lanciano. Esso, di antiche origini medievali, risale all'VIII secolo, come dimostra la cinta muraria delle Torri Montanare, restaurate poi dai Normanni. Il monumento simbolico è la Chiesa di Santa Maria Maggiore, storica sede della cattedra vescovile.
Il quartiere è compreso tra viale Silvio Spaventa  (Torri Montanare), corso Garibaldi (Santa Maria Maggiore) e corso Cavour. Facilmente raggiungibile dalla via delle Torri o dalla piazza Plebiscito, salendo le storiche scale gradoni (XV secolo) dalla via Corsea (sotto il monumento ai caduti).

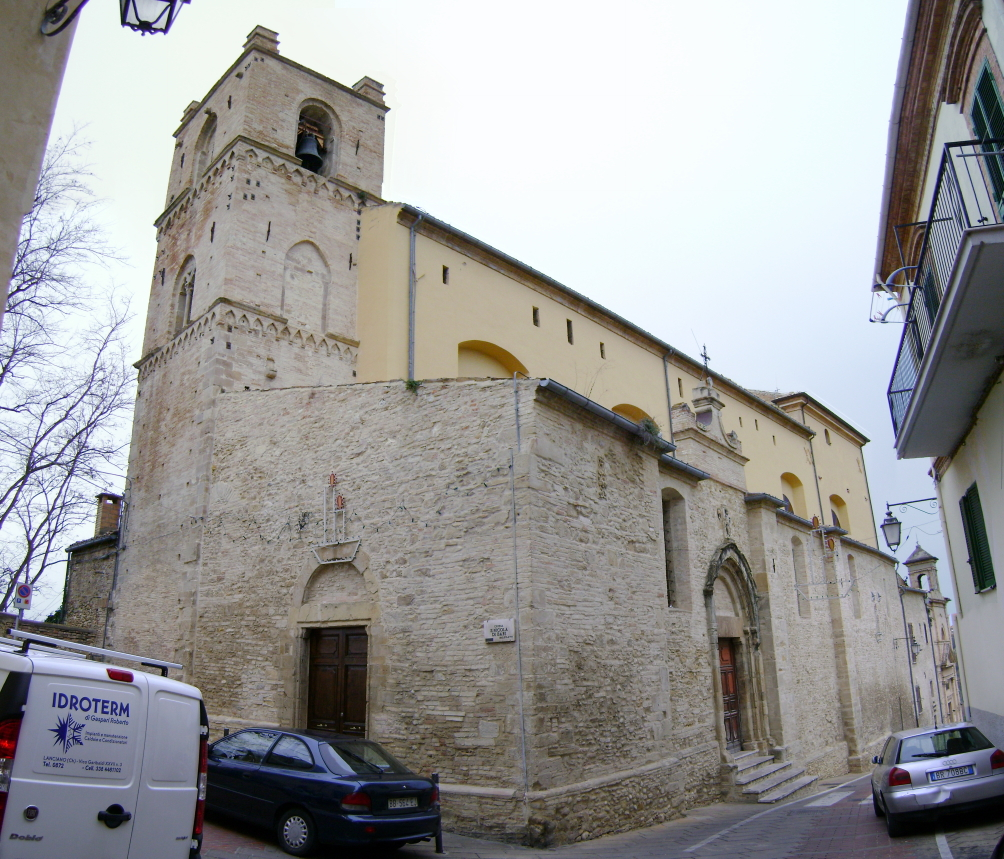
Chiesa di San Nicola nel rione Sacca

## Storia
Il quartiere sorge sul Colle della Selva, dinanzi alla depressione del fosso Malavalle o Malvò, dove tra la fine dell'800 e gli inizi del '900, furono realizzate le piazze Garibaldi e Malvò. Non sembra che in epoca romana l'area fosse abitata, benché la tradizione storiografica locale vuole che vi fosse un bosco sacro col tempio di Apollo, sopra cui fu eretta la chiesa di Santa Maria MaggioreAlle pendici del Colle Selva, nella borgata Sant'Egidio, sorgeva la Fontana Grande di Civitanova, costruita nel III secolo secondo la tradizione, ma rimaneggiata completamente nel 1825.
Le prime costruzioni (Torri Montanare), risalgono al XII-XIII secolo: ossia fortificazioni erette tra il periodo dei Normanni e degli Svevi per impedire invasioni dalle vie della Maiella.  Nel 1191 si attestano presenze di famiglie ebree, che contribuirono alla costruzione di altri monumenti, e all'ampliamento del nucleo già presente. Esse vennero esiliate infatti da Napoli dal conte Roberto di Loritello per non averlo appoggiato nella conquista del Ducato di Puglia, con la condanna di vivere in una città senza blasone e senza riconoscimento autoritario. Il quartiere video la cinta muraria completata nella metà del XV secolo, aveva l'ingresso dalle Torri Montanare con Porta Santa Maria, la seconda porta è lungo via delle Ripe, detta Porta della Noce, con camminamenti di guardia che si restringono all'altezza della chiesa di San Nicola; le altre porte erano sul Ponte di Lamaccio, l'una era Porta San Nicola, l'altra che guardava verso Lancianovecchia, era Porta Sant'Antonio, per la presenza di un antico monasteri degli Ospitalieri di Vienne.
Questo quartiere aveva il controllo di tutto il fosso di Santa Maria dei Mesi e di Frisa, presso cui passava il tratturo da Ortona per la Puglia. Nel XV secolo Alfonso d'Aragona si adoperò, precisamente intorno al 1452, per la continuazione della costruzione di una nuova cinta muraria, collegata alle torri Montanare, affinché si estendessero fino al rione Borgo, separato fino al 1879 da Civitanova dal fosso Malavalle. Sempre in questo periodo fu costruito il Palazzo Arcivescovile sopra una preesistente costruzione. Occorreva dotare Lanciano di una sede arcivescovile, dopo che il 27 giugno 1515 Lanciano divenne sede diocesana, distaccandosi da quella di Chieti. La chiesa principale era l'Arcipretura di Santa Maria Maggiore, tra le più grandi del centro, sede della cattedra vescovile era la chiesa di Santa Maria delle Grazie e del Ponte nella piazza Mercato.
Si attestano nel quartiere numerose famiglie potenti in città, per denaro e cariche pubbliche, come i Ricci (consiglieri comunali), i Brasile, i Berenga, i Napolitani, i Macciocchini (notai), i Caramanico, i Celaya duchi di Canosa, e infine i Conti Genuino di Napoli.
Intorno al 1662 la situazione igienica del rione era al collasso e scoppiò una grave pestilenza che mieté numerose vittime.

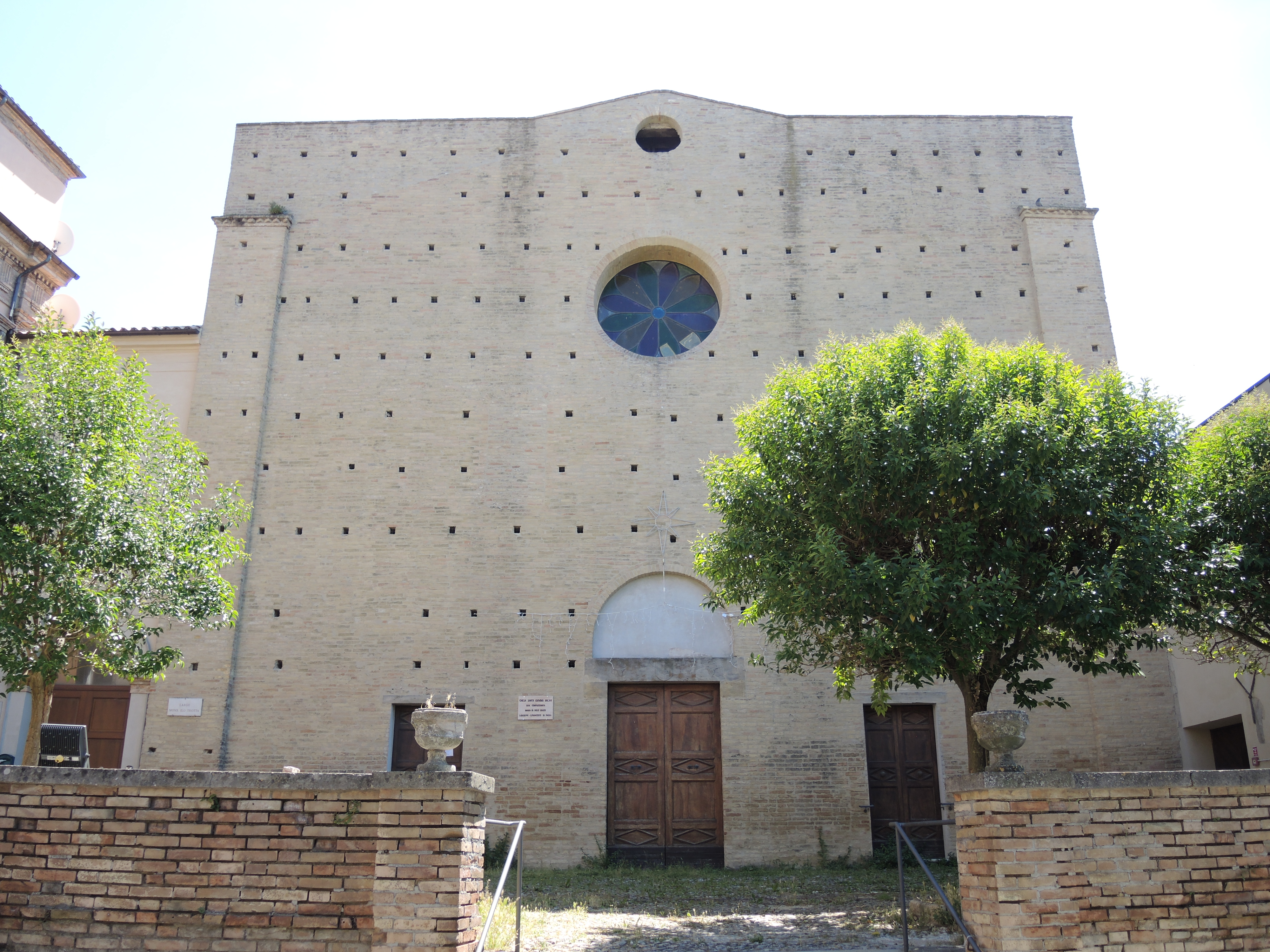
Chiesa di Santa Giovina

Nel XVIII secolo, con la costruzione di palazzi signorili, il rione Civitanova si unì al piccolo borgo di Sacca mediante le due strade di via Garibaldi (ex via Grande) e via Santa Maria. A cavallo dell'800, il quartiere vide numerosi simpatizzanti della Carboneria e della causa francese, quando il Regno di Napoli fu occupato nel 1798-99. Simpatizzanti lancianesi furono soprattutto presso le famiglie altolocate, come Ignazio Napolitani, Antonio de Crecchio, Antonio Maranca e il sacerdote Uomobono Bocache. Nel 1808 fu inaugurato, presso il requisito Seminario diocesano, il Tribunale della Corte d'Appello sezione distaccata di Chieti, mentre nel rione Lancianovecchia, nel palazzo dei Baroni Vergilj, veniva inaugurata la sezione distaccata della Sottoprefettura di Chieti. La Piazza d'Armi invece fu istituita presso il soppresso Monasteri dei Padri Rocchettini o Lateranensi della chiesa di Santa Maria La Nova, dal 1850 riconsacrata a Santa Giovina martire, presso le Torri Montanare, sede anche del carcere, fino agli anni '90 del Novecento.
Nella metà dell'Ottocento il quartiere fu interessato dal piano di risanamento, messo in atto dall'architetto Filippo Sargiacomo, che si occupò di prosciugare la palude del Malavalle (oggi Largo Malvò), per collegare meglio il rione alla piazza Plebiscito, e il corso Garibaldi al quartiere del Borgo. Nel 1856 egli provvide anche a ristrutturare gli interni della chiesa di Santa Maria e di San Nicola nella Sacca. Nel 1861 fu celebrato presso le Torri il processo al brigante Polidori con condanna a morte. Nel 1865 fu inaugurato nei locali del Palazzo arcivescovile il Liceo ginnasio "Vittorio Emanuele II", successivamente trasferito nel palazzo sul Corso Trento e Trieste.
Il 6 ottobre 1943, tra la strada delle Torri Montanare (viale Spaventa) e l'ingresso al viale dei Cappuccini si combatté la battaglia tra nazisti e giovani lancianesi capitanati da Trentino La Barba, commemorati come i "Martiri ottobrini"; oggi ricordati anche da pietre di inciampo sui luoghi del loro assassinio da parte delle truppe tedesche. Negli anni '60 tornò come sempre in questione il problema del sovraffollamento del quartiere, e il comune redasse un piano regolatore di espansione a sud nel rione dei Cappuccini. Nel 1968-1970 ci fu un piano di intesa tra Comune, Curia e Soprintendenza ai BAAS Per l'Abruzzo per utilizzare i fondi della Cassa del Mezzogiorno, per risanare alcuni importanti monumenti della città, come le Torri Montanare, la chiesa di Santa Maria, con un restauro alquanto discusso, e la chiesa di San Nicola.
Nel 1996 fu inaugurato il nuovo Centro delle Arti musicali presso il complesso Santa Giovina - Torri Montanare. Nel 2002 fu inaugurato il Museo diocesano d'arte sacra presso il locali dell'ex seminario diocesano. Nel 2016 fu inaugurato in Largo dell'Appello, il Monumento a Trentino La Barba.

## Descrizione
Il quartiere Civitanova è il secondo più ricco della città, assieme al quartiere Lancianovecchia, ossia della vecchia Anxanum romana, rimaneggiato completamente nel Medioevo. Esso si estende pe tutto il colle Selva attraverso una via: Corso Garibaldi, che parte da Largo dell'Appello (ove sono le Torri e la chiesa di Santa Giovina), giungendo dietro Santa Maria Maggiore, fino ad entrare nel quartiere Sacca, davanti alla chiesa di San Nicola e San Rocco.
Una seconda via: Corso Cavour, immette nelle abitazioni popolari, e tra il Palazzo De' Giorgio (sede del Museo civico di Lanciano), e della Casa-natale di Federico Spoltore (noto pittore lancianese). Fino ai primi anni del 1920 (con la creazione di Piazza Garibaldi) il quartiere Civitanova era separato nettamente dalla piazza Plebiscito (centro della città), a causa della depressione tra i due colli.
Tra Civitanova e il quartiere Borgo, inoltre, vi è un'intercapedine, chiamato Largo del Malvo', dove sono costruiti alcuni palazzi gentilizi del Cinquecento.

## Monumenti

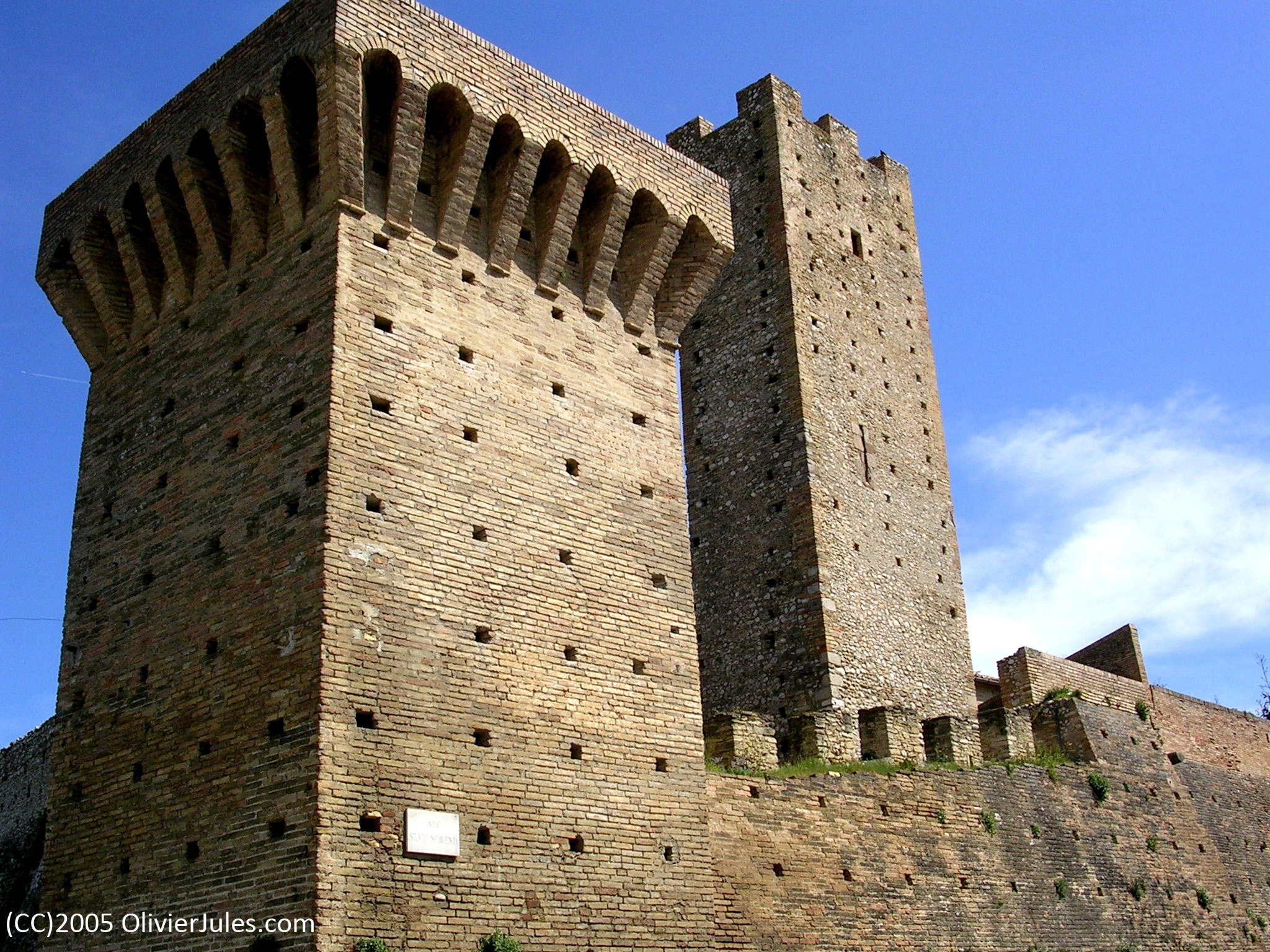
Torri Montanare

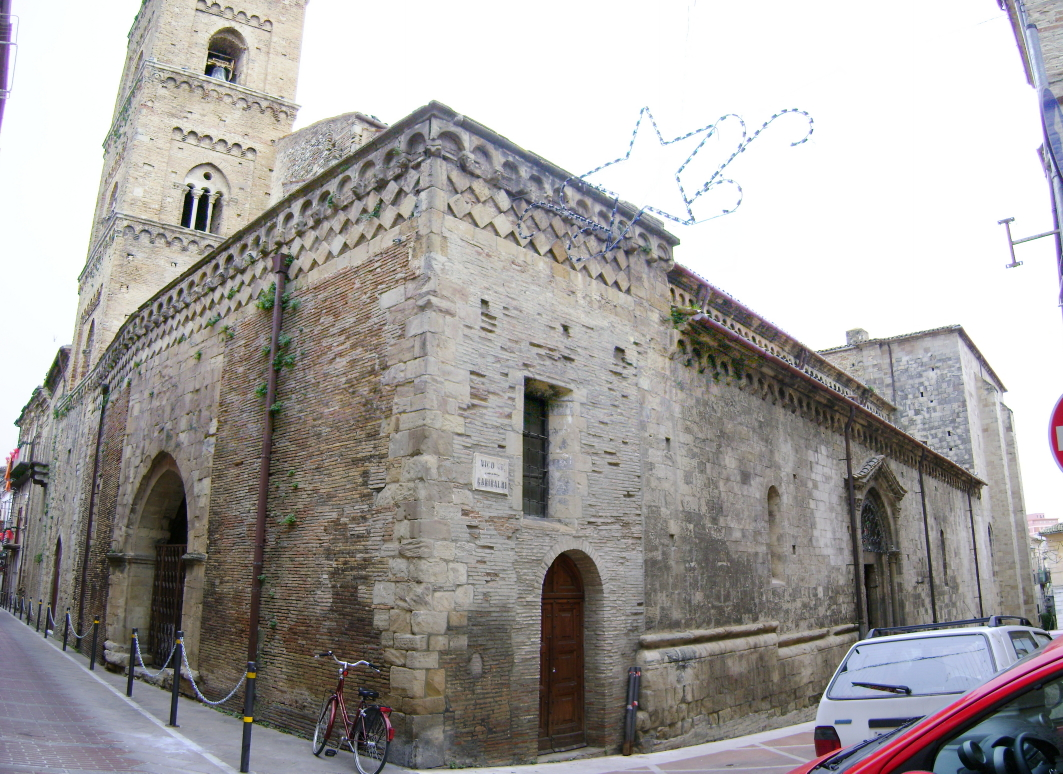
Fianco della chiesa

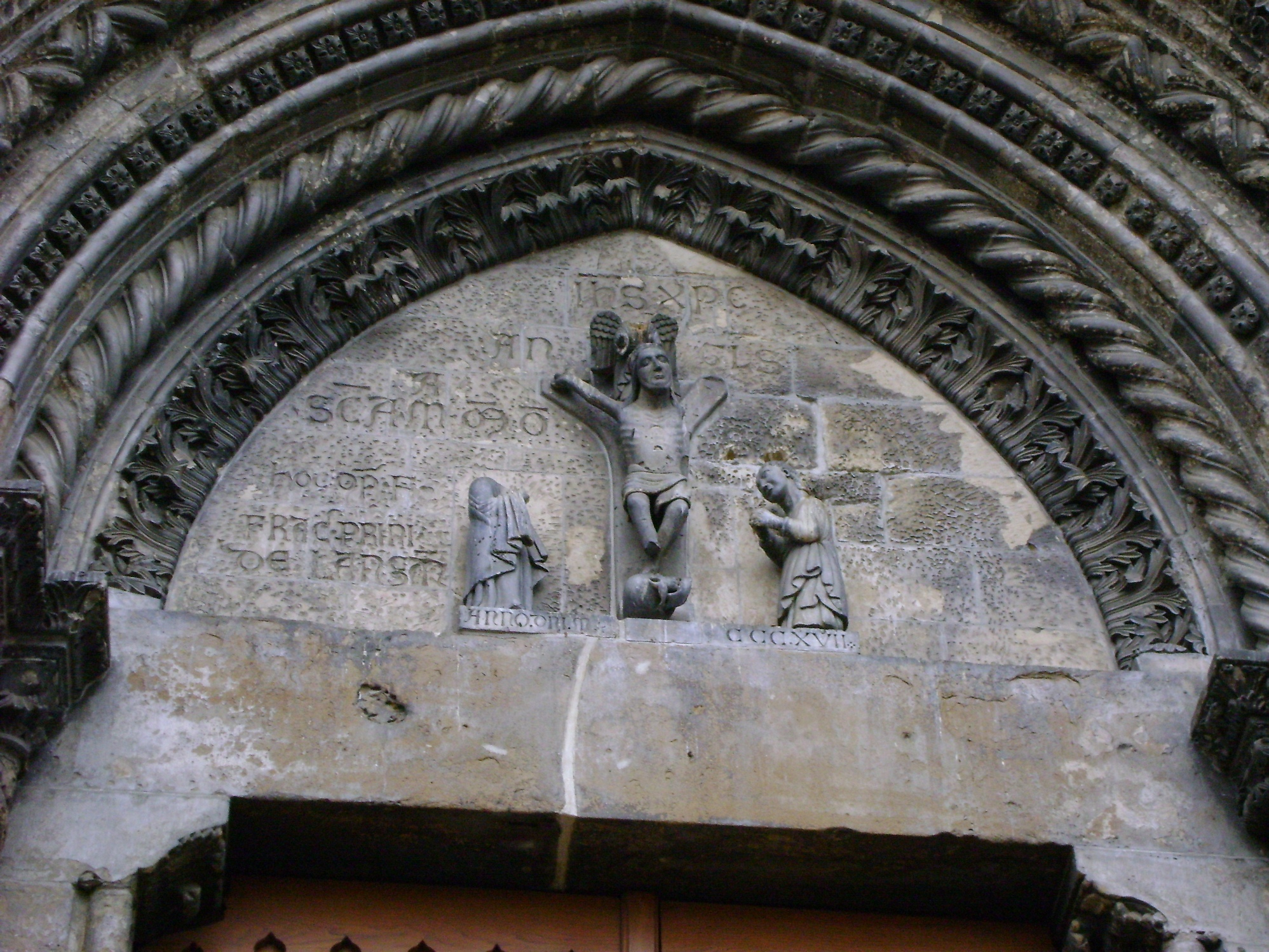
Particolare del la lunetta del portale

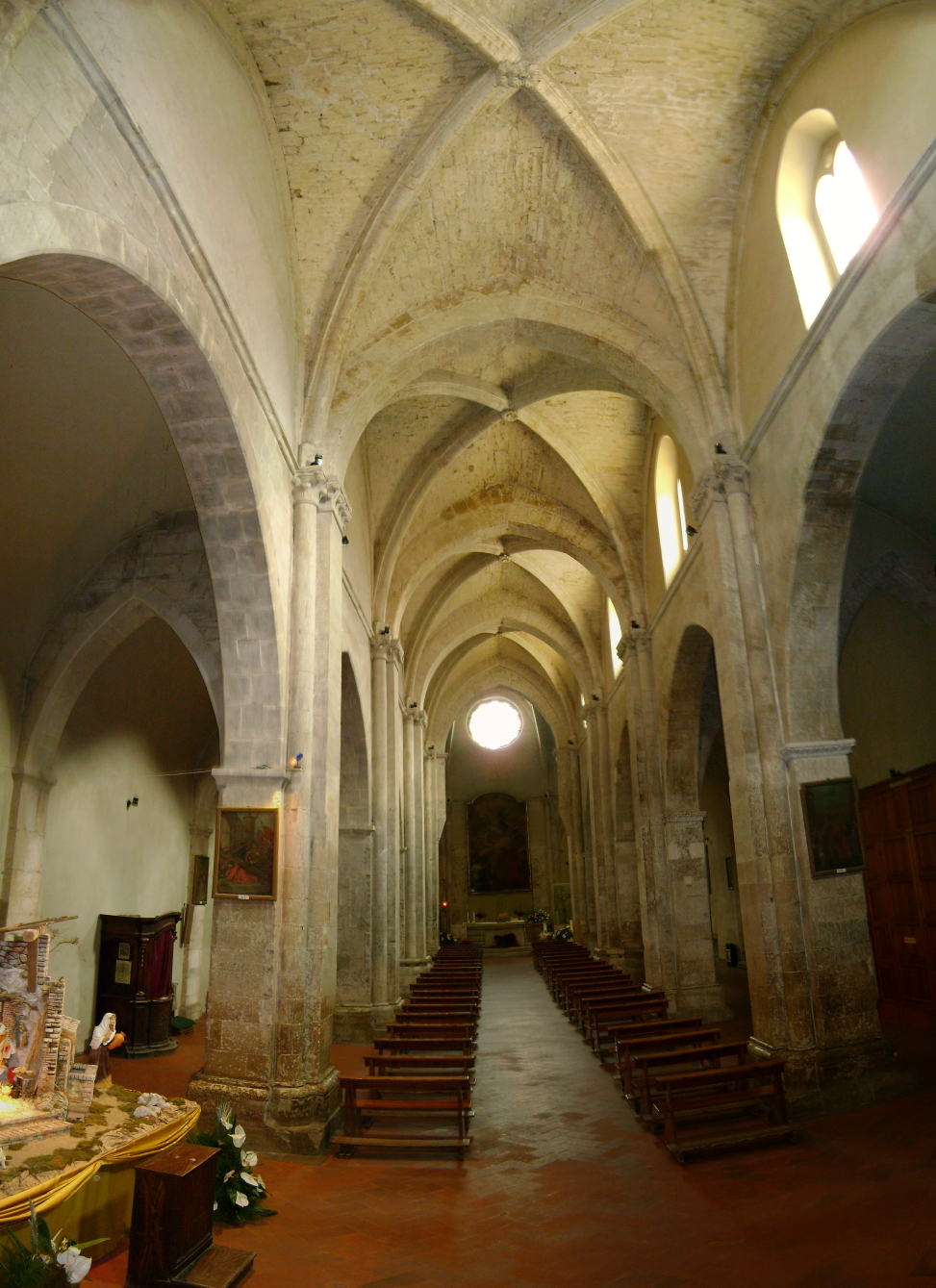
Interno della chiesa

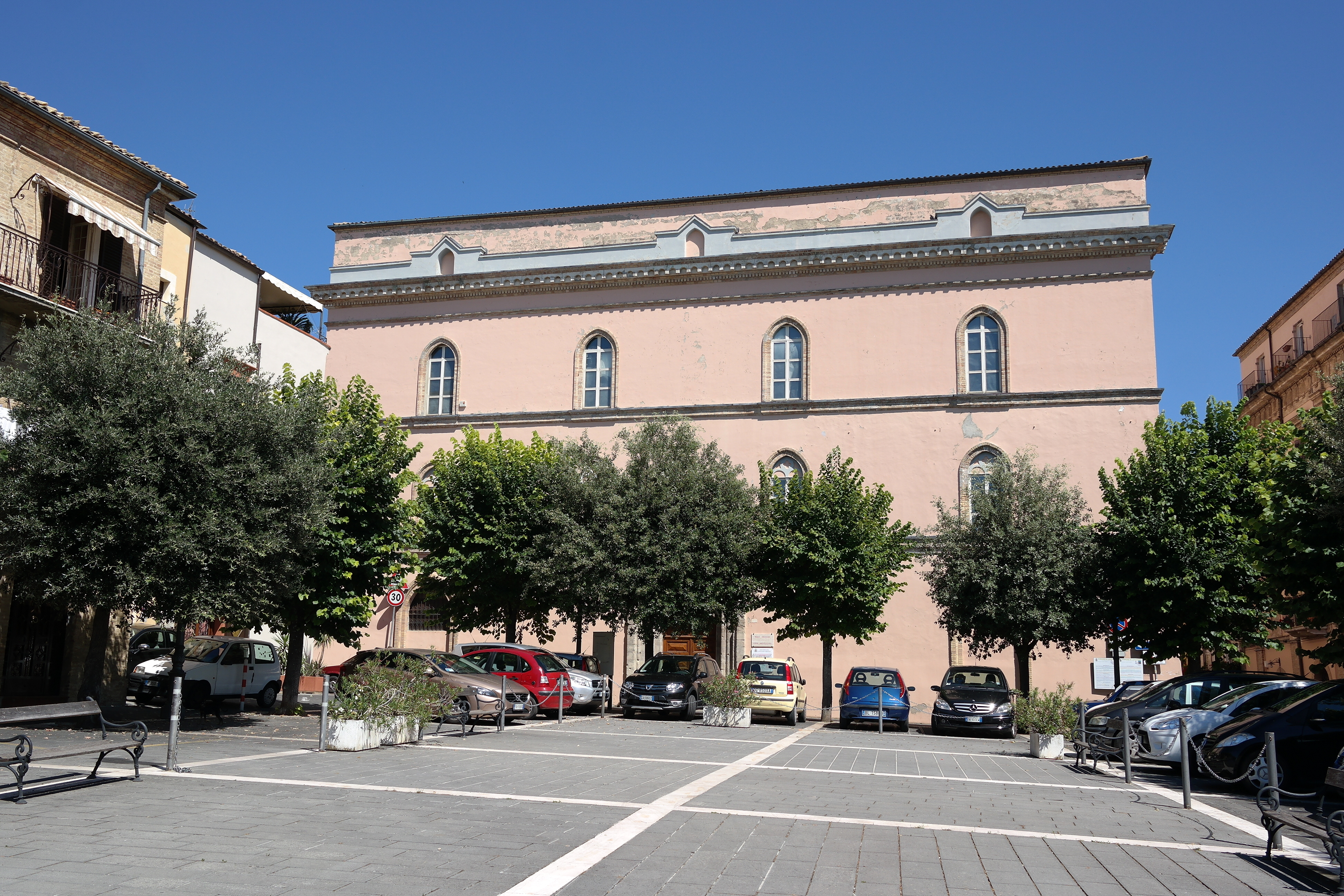
Museo diocesano di Lanciano

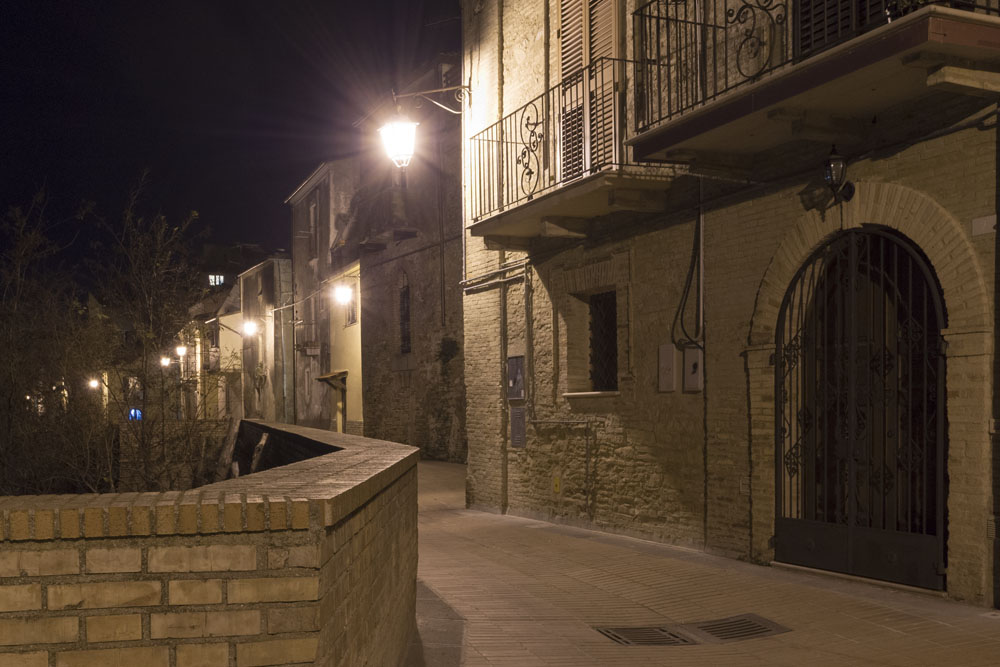
Via delle Ripe (Civitanova) in notturna

Le Torri Montanare
Si trovano in via Silvio Spaventa, all'inizio del quartiere. Sono il rimanente della cinta muraria di Anxanum dell'XI secolo. Il primo insediamento delle mura difensive risale al 1059, anno della porta di San Biagio, accesso al primo quartiere di fondazione della città. Nel 1489 gli Aragonesi recintarono di mura e torri il quartiere di Civita Nova, e completarono il perimetro dello spazio urbano. Hanno questo nome perché difendevano la città da sud, dagli attacchi provenienti dalla montagna, ed erano provviste della scomparsa Porta Civitanova, per il pagamento dei dazi. Furono ampiamente restaurate negli anni Sessanta. La cinta si compone di due torri: quella di sinistra è più bassa, decorata in stile medievale; quella di destra, più alta e slanciata, è assai più semplice, rimasta allo stato originario. Il lato nord le mura sono costruite con pietre e muratura, questo fa pensare che questa struttura fosse la stessa per tutto quest'apparato difensivo. La torre interna è, come detto, a pianta rettangolare con tre dei quattro lati chiusi, mentre il quarto è rivolto verso l'interno. Nell'angolo nord-ovest è sita la torre più bassa che risale al XV secolo. Invece la seconda torre è coronata da un apparato sporgente con beccatelli. I muraglioni sono interrotta da aggetti che hanno la funzione di bastioni. Il muraglione è caratterizzato da varie fasi costruttive come provano diverse tecniche, inserite verosimilmente per rinforzare le strutture pericolanti. La torre più alta, inoltre, presenta merlatura e consta di vari ponti in legno interni uniti mediante scale, che servivano ad arrivare alle feritoie dei vari piani.
Durante l'estate le torri vengono usate per rassegne cinematografiche, concerti o spettacoli di vario genere.
Chiesa Cattedrale di Santa Maria Maggiore
Fu ampliata, come detto, da una struttura preesistente romanica risalente al 1200, di cui resta il portale romanico su via Garibaldi: la sua costruzione ufficiale risale al 1300 circa, e si struttura in due grossi edifici a croce latina con le facciate adorne di rosoni, ed un alto campanile posto sul lato posteriore. La facciata è datata 1317, con la firma dell'architetto lancianese Francesco Petrini.
Nel XVI secolo, con il fermento urbanistico che caratterizzò il quartiere Civitanova soprattutto dal 1515, quando vi si stanziò il nuovo Arcivescovado, la chiesa fu oggetto di ulteriori operazioni. Con le trasformazioni del 1540 l'assetto della chiesa gotica venne completamente stravolto, con l'abbattimento della navata sinistra per lasciare spazio ad una grande navata centrale, il cui ingresso era rivolto verso il campanile; la navata centrale fu trasformata in navata laterale, mentre dalla navata destra si ricavarono le cappelle. La facciata monumentale del Petrini venne affiancata da un nuovo prospetto, il cui coronamento orizzontale fu posto in corrispondenza di quello già esistente, con rosone e portale in corrispondenza della nuova navata. Subì modifiche anche l'interno, con un rivestimento ad intonaco e con la dotazione di elementi ornamentali di carattere tipicamente rinascimentale.
Chiesa di Santa Giovina

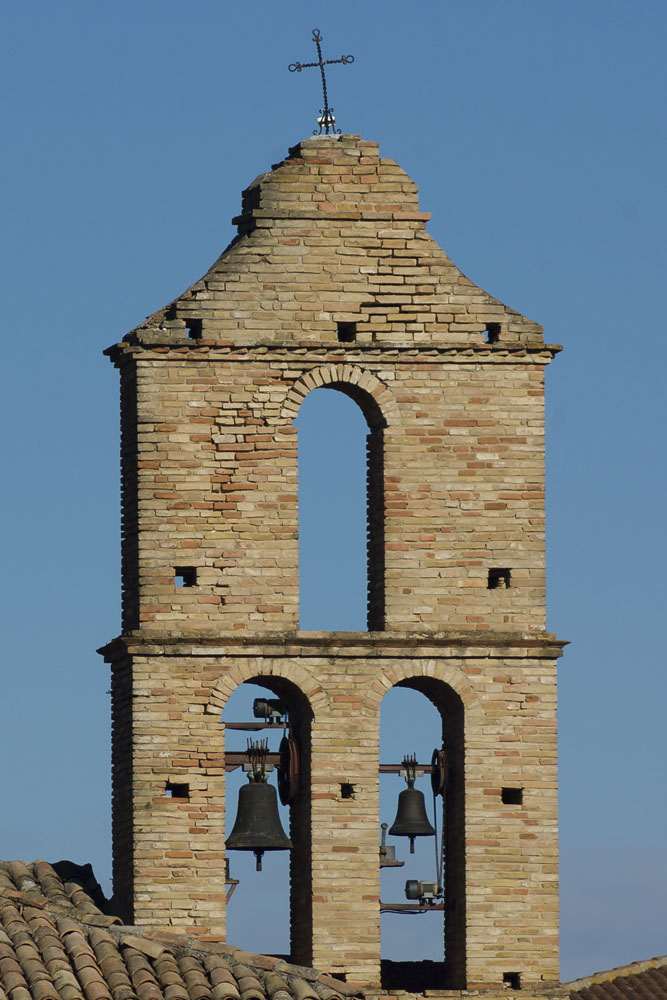
Campanile della chiesa di Santa Giovina

Si trova in Largo dell'Appello. Secondo le fonti la realizzazione risalirebbe ai primi anni del XVI secolo, nel sito occupato dall'antica chiesa di Santa Maria Maddalena presso le Torri Montanare. Con il lascito di Dino Ricci, nobile lancianese, che donò i suoi beni ai Padri Lateranensi, venne realizzato questo convento, consacrato nel 1518, intitolato a Santa Maria Nova, perché vicino alla chiesa di Santa Maria Maggiore.
Risalgono alla metà dell'800 i lavori che hanno portato la chiesa all'attuale aspetto neoclassico, con l'ordine di paraste con cappelle, che articolano le pareti. Il prospetto si eleva di qualche gradino rispetto alla quota della piazzetta, formando con i due edifici laterali un sagrato. La facciata è in mattoni faccia vista, rimasta incompiuta rispetto ai progetti di realizzazione, e presenta tre portali romanici e un oculo centrale. Il prospetto laterale destro si apre sulla Piazza d'Armi, compresa all'interno dell'antico recinto fortificato, oggi luogo di eventi e conferenze estive. Sulla sinistra si trova l'ex convento, con chiostro porticato, chiuso al culto nel 1866, divenuto carcere fino agli anni '90 del Novecento, e attualmente usato come centro di scuola musicale.
L'interno è interamente rivestito di intonaco bianco, un ordine architettonico di paraste circolari e rettangolari, con capitelli compositi, aggetta dalle pareti. La trabeazione con cornice sporgente segue in quota il perimetro interno della chiesa, e si interrompe in corrispondenza dell'abside. Di pregio la chiesa conserva le reliquie di Santa Giovina in un sarcofago, il sepolcro cinquecentesco di Denno Ricci, e l'organo della bottega Di Martino del XVIII secolo, ancora funzionante.
Palazzo arcivescovile con il Museo Diocesano
Affacciato su Largo dell'Appello, risale al XVI secolo, edificato nel periodo in cui si costituì l'Arcidiocesi Frentana, distaccata dalla Diocesi di Chieti. Con molta probabilità la data d'inizio cantiere è il 1590, anno in cui venne abbandonata l'antica residenza vescovile presso la Cattedrale, per realizzarvi l'ospedale di Santa Maria della Sanità. L'edificio presenta un complesso impianto risultato dell'accorpamento di case preesistenti. Nel 1819 sul prospetto principale fu montata la porta dell'antica chiesa dell'Annunziata di Piazza Plebiscito, demolita da Eugenio Michitelli per realizzare la facciata neoclassica della Cattedrale. Il portale quattrocentesco ha un arco ogivale, e gli elementi neogotici della facciata (le finestre) furono realizzati nel contesto di revival, poiché il secondo portale laterale è tipicamente barocco.
La facciata presenta una scansione in tre livelli, più un attico, definita da cornici marcapiano in mattoni sagomati, che segano l'imposta delle aperture. Al piano terra sono tre portali, di cui quelli laterali con stipiti e archi a sesto acuto in mattoni, sono attualmente murati. Al centro si apre l'ingresso principale col portale quattrocentesco. Ciascuno dei piani superiori presenta quattro aperture, con finestre a sesto acuto, in posizione simmetrica: quelle del primo piano sono impreziosite da lunette trattate ad imitazione di bifore gotiche. In alto corre un cornicione, realizzato in conci di calcare lavorati a guida di archetti pensili, posto a sostegno dell'attico. Qui, in basso volume intonacato, si antepone una muratura colorata di grigio, caratterizzata da un profilo a larghe merlature cuspidate, con piccole aperture ogivali.
Aperto al pubblico nel 2002 da Mons. Carlo Ghidelli, il museo diocesano è stato frutto di una minuziosa ricerca di opere antiche, a cura di Mons. Enzio d'Antonio, presso la sede arcivescovile e le varie chiese di Lanciano, alcune delle quali sconsacrate da secoli.
Il museo si trova all'interno del palazzo del Seminario, edificio del XVII sec. sede degli uffici della Curia, della Biblioteca e dell'Archivio Storico Diocesano. È diviso in nove sale secondo un innovativo ordine tematico e raccoglie una notevole raccolta di opere d'arte, risultato di un certosino lavoro di restauro, legate al culto cristiano e datati dal XIII sec. al XIX sec.

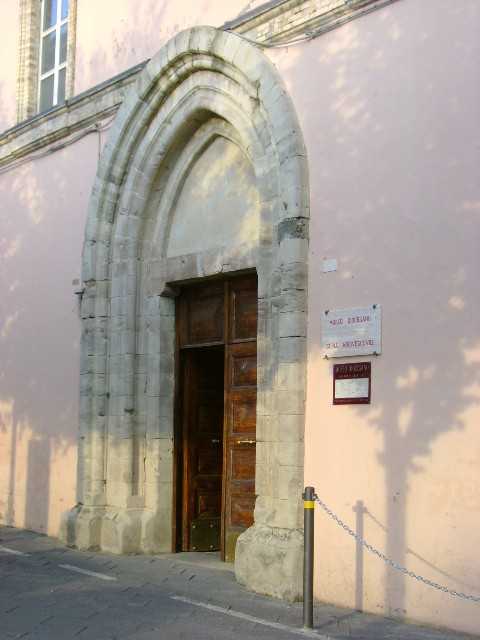
Ingresso del museo

Particolarmente presente nel popolo lancianese è la devozione mariana, testimoniata da innumerevoli ex voto, quadri e gioielli in oro e pietre preziose donati alla Madonna del Ponte, protettrice della città, tutti datati tra il XVII e il XX sec. Alla venerazione per la Madonna sono infatti dedicate le prime due sale contenenti, oltre agli ex voto, statue lignee del XIV sec. e del XV sec.
Palazzo-Casa natale di Federico Spoltore
Noto per la nascita del pittore lancianese Federico Spoltore. Oggi è un museo aperto al pubblico, che si trova al fianco destro della chiesa di Santa Maria Maggiore. La sua costruzione risale all'Ottocento.
La facciata principale, su via Federico Spoltore, porta i segni dell'unione di due edifici, diversi per tecnica costruttiva e per lessico architettonico. 
L'edificio si Via Garibaldi è più antico, caratterizzato per la presenza di aperture prive di partiti architettonici, e di murature, rinforzate on contrafforti a scarpata in alcuni lati. Sono realizzate con pezzi di recupero, come ciottoli e pietre di vario genere che ne caratterizzano l'aspetto.
L'innesto tra i due edifici è segnato da una diastasi sulla muratura e dal volume verticale che superando il cornicione di coronamento, si alza a guisa di altana.
La parte più recente del palazzo è interamente realizzata in mattoni, arche nei partiti architettonici, presenta una scansione orizzontale in tre livelli. 
Il settore inferiore è trattato ad imitazione di un bugnato a fasce ed è aperto da quattro portali arcuati, di cui quello laterale, in corrispondenza dell'altana, rappresenta l'ingresso principale. 
L'edificio inoltre è impreziosito da uno stretto ordine di paraste con trabeazione. 
Al primo piano si aprono quattro finestre, coronate da timpani curvilinei, e al piano superiore tre balconi e una finestra, posta in corrispondenza del portale principale, a terminazione orizzontale con cornici aggettanti. 
Le modanature della aperture e del cornicione sono interamente realizzate con mattoni sagomati.
Palazzo Berenga
Il palazzo, costruito nel Settecento, oggi è un normale condominio.
L'edificio ha uno sviluppo rettangolare, tagliato in due da un vicolo parzialmente coperto accessibile dalla strada Il prospetto principale, su corso Garibaldi, ha una cortina in mattoni faccia vista su cui spiccano le paraste, intonacate, che ne serrano gli angoli e sottolineano la campata centrale. 
Al pian terreno l'ordine è posto su alti piedistalli; i due livelli superiori sono invece compresi da un ordine gigante. 
Le cinque campate che articolano la facciata portano ciascuna, al pian terreno, un portale d'ingresso inquadrato da un arco a tutto sesto in bugnato di mattoni. 
Sopra le arcate corre un'alta cornice marcapiano su cui si impostano finestre rettangolari, con cornice su mensole, alternate a balconi nella prima e quinta campata. 
L'ultimo livello è caratterizzato dalla presenza di una lunga fila di balconi, conclusi da un cornicione aggettante.
Di grande originalità sono le ringhiere, a geometria rettilinea o curvilinea. 
All'edificio è accorpata, nella parte posteriore, un'alta torretta a base quadrata, raggiungibile dal vicolo di accesso sul prospetto principale.
Palazzo Chiavaro-Sabella
Si trova nella parte più estrema del quartiere, nel largo Malvò, quasi a confluenza con il quartiere Borgo. Oggi è una comune residenza. Fu costruito sopra l'antica Taverna per l'amministrazione del quartiere nel XV secolo, inizialmente come sede della Santa Casa del Ponte (uffici amministrativi diocesani), poi dal 1854 ospitò le famiglie Chiavaro Sabella. Due dei blocchi presentano un uguale trattamento dei prospetti, sia in ordine al paramento murario, in mattoni faccia vista e membrature in pietra, che alla geometria delle aperture, caratterizzate dalla presenza di bande piatte ed arcuate, decorate con motivi floreali d'impronta decisamente liberty; il terzo blocco si presenta invece intonacato e con elementi completamente differenti.
Il blocco a destra, su piazza Garibaldi, è stretto e profondo e si sviluppa su cinque livelli, inquadrati per tutta l'altezza da lesene, variamente trattate, su cui corrono le fasce d'innesto delle balconate su mensole, al primo livello occupanti l'intera larghezza del prospetto, poi via via ridotte fino al quarto livello. L'ultimo piano, leggermente arretrato rispetto al profilo del prospetto, è occupato da un'altana di gusto liberty, caratterizzata dalla presenza di una ringhiera in ferro battuto articolata da colonnine, in ferro anch'esse, che sostengono la tettoia su travi metalliche soprastanti. Sul terrazzo si aprono tre finestre contigue, di cui la centrale è larga il doppio delle altre, separate da lesene scanalate con capitelli e architrave decorata con medaglione scolpiti.
Il blocco edilizio centrale si sviluppa su tre livelli: la maggiore estensione in larghezza del prospetto consente qui la presenza di tre aperture per piano, del resto identiche per trattamento e motivi decorativi a quelle del blocco adiacente. L'aggiunta di un altro corpo edilizio, trattato ad intonaco e con aperture del tutto incongrue rispetto al contesto, è certamente operazione recente, condotta con poco rispetto per l'insieme e assai poco elusa dall'accorgimento di costruirlo arretrato rispetto al filo della facciata e delle pareti contigue. 

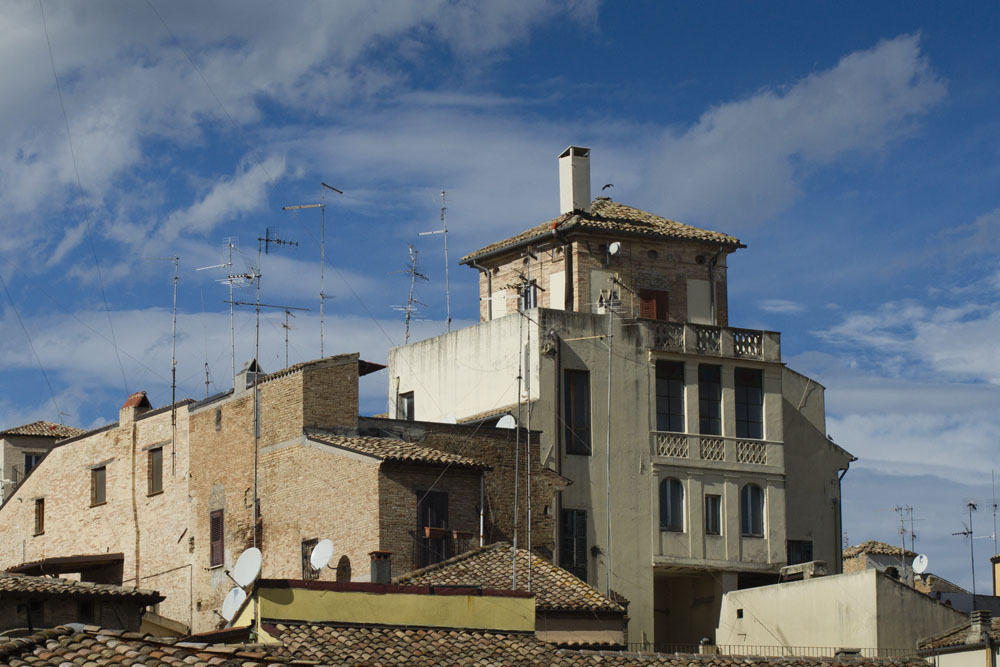
Retro di Palazzo Stella

Palazzo De Giorgio “Renaissance Canadian College” e Museo Civico Archeologico
Costruito nell'Ottocento, oggi il palazzo è per metà museo civico di Lanciano, con biblioteca, e dall'altra è un prestigioso collegio canadese, che ospita molti studenti americani. Uno scorporamento della scuola del collegio è sito nel larghetto del Malvò del Borgo, con una scuola di italiano per stranieri, chiamato “Collegio Athena”.
La facciata principale si presenta intonacata tranne che nelle paraste angolari, nelle cornici marcapiano e nelle mostre delle finestre, lasciate in mattoni faccia vista. Una cortina di mattoni fa anche da sfondo al primo livello della campata centrale, caratterizzato da un interessante portale a tutto sesto, con un profilo concavo realizzato mediante conci di pietra sagomata, assemblati secondo un gioco di pieni e vuoti e contornati da un motivo decorativo ad ovoli dorati. A chiudere l'arcata del portale è una robusta chiave in pietra, dal profilo mistilineo, che fa da mensola principale di sostegno della balconata superiore, ripetuta, in dimensioni ridotte, anche al secondo livello.

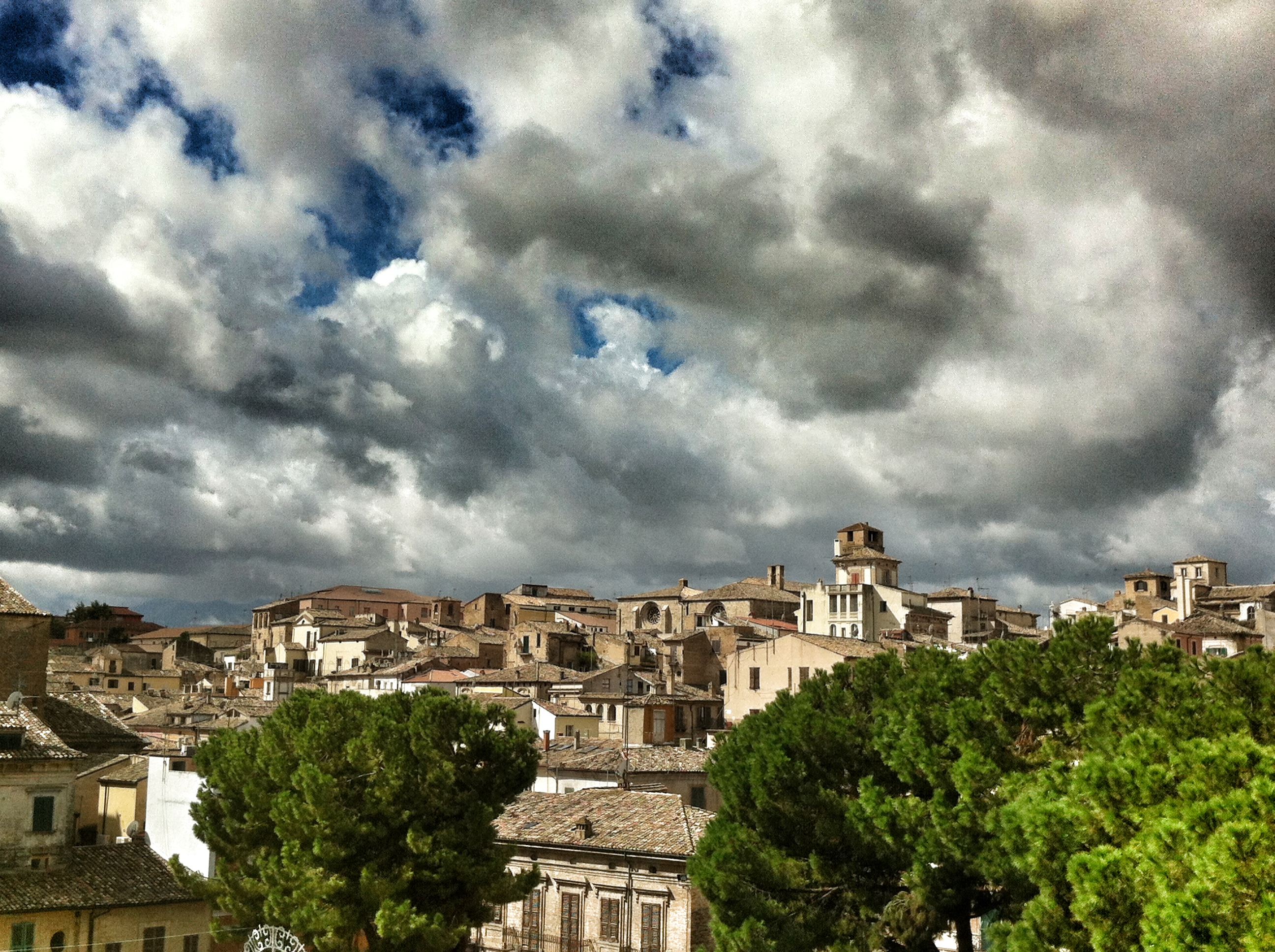
Veduta del quartiere Civitanova dalla Piazza Plebiscito

Palazzo Lotti del Malvò
Si trova nel largo del Malvò che separa i quartieri Sacca e Civitanova. Fu costruito intorno al 1860.
Il palazzo si presenta come un blocco unico, coperto da un tetto a padiglione da cui emerge un volume a base quadrata, a guisa di torre, destinato a portare il corpo scala. I fronti sono interamente in mattoni faccia vista, utilizzati sia per le murature che per i partiti architettonici. La facciata principale è scandita orizzontalmente in tre livelli, e presenta un impaginato di pieni e vuoti perfettamente simmetrico. Al piano terra si aprono tre portali: quelli laterali hanno una struttura architravata, coronata da una cornice aggettante sorretta da mensole inginocchiate; quello centrale, con l'ingresso principale, è caratterizzato da un fornice arcuato, con rosta in ferro battuto, inquadrato da un ordine dorico di colonne isolate che sorreggono una trabeazione con architrave a fasce e fregio decorato da una teoria di mensole, poste a sostegno della balconata del primo piano. Ai piani superiori si aprono finestre con stipiti e architravi in mattoni, coronati da una cornice su mensole. La facciata posteriore, serrata ai cantonali da larghe paraste di ordine dorico, presenta una scansione orizzontale in quattro livelli, con quattro ordini di aperture in cui si alternano finestre, balconi su mensole e balconi cosiddetti “alla romana.” Le aperture dell'ultimo piano sono arricchite da timpani curvilinei in mattoni sagomati secondo modanature classiche.

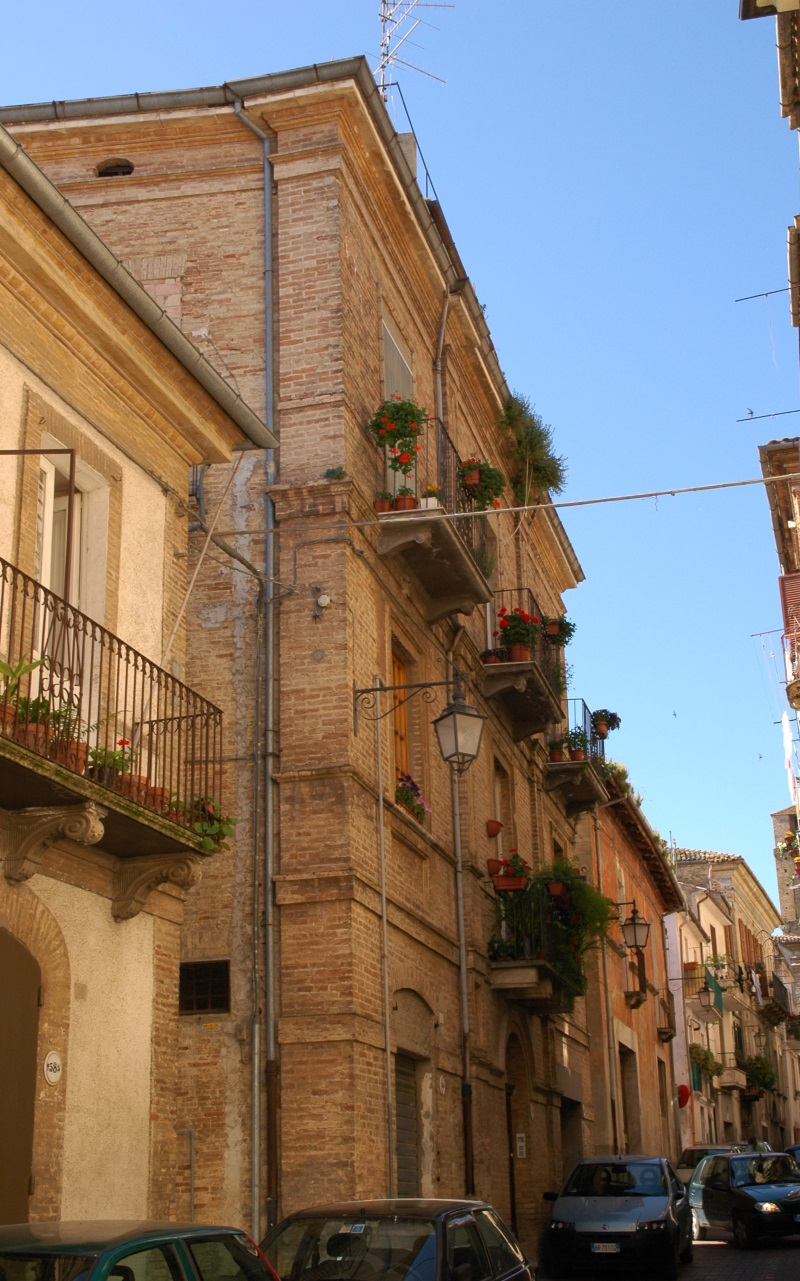
Palazzo Carabba su via Garibaldi

Palazzo Bocacheprecede la casa Macciocchini Madonna, ed è una struttura enorme a pianta rettangolare, divisa in due corpi da un grande cornicione marcapiano, e da un arco, che permette l'accesso a via delle Ripe. Il palazzo è articolato in tre ordini con finestre decorate da timpani curvilinei e triangolari in fase alternata. Il portale principale è riccamente incorniciato, ornato da una ringhiera nella lunetta in foglie lavorate in ferro battuto. Il palazzo dette i natali al sacerdote e storico Omobono Delle Bocache, ed oggi è adibito ad uso civile. L'ingresso principale è preceduto da un piccolo cortile con pavimento in pietra.
Casa gotica di via Santa Maria Maggioresi trova presso la chiesa, e nonostante i rimaneggiamenti, conserva la cornice in pietra ad arco ogivale del portale, e un'elegante finestra bifora. L'apertura è divisa in due da una colonnina che sorregge due archetti polilobati, racchiusi in un arco ogivale poggiato sugli stipiti, e decorato con motivi vegetali.
Casa Caramanicol'edificio su via Garibaldi è stato costruito nell'800, frutto dell'accorpamento di più case medievali. La parziale caduta dell'intonaco ha scoperto in più punti la muratura eterogenea tinteggiato da colore rossastro, sbiadito dall'umidità. I prospetti sono divisi in due livelli da una fascia marcapiano che intercetta i davanzali delle finestre e la sommità delle ringhiere dei balconi, aperture certamente più tarde che hanno in parte scompaginato le superfici. Sul prospetto principale l'elemento più caratteristico è l'ampio portale con mostra a tutto sesto, realizzata in bugne dentro una cornice modanata.
Palazzo Napolitanial civico 79-83 di via Garibaldi,  risale alla metà del XIX secolo, frutto di accorpamenti di case antiche. Tracce sono presso la corte interna con una loggia a due livelli, La facciata principale dal forte sviluppo orizzontale, appare divisa in due da un vicolo; il prospetto è articolato in cinque campate, con cortina in mattoni su cui risaltano le paraste intonacate, che serrano il fronte e inquadrano la campata centrale. Al pianterreno l'ordine si erge su alte basi, mentre i due livelli superiori sono sottolineati da un ordine gigante. Ciascuna delle cinque campate accoglie al piano terra un portale ad arco a tutto sesto in bugnato di laterizio. All'interno si conservano volte dipinte, segno che il palazzo fu sede di una loggia massonica, per le raffigurazioni dei disegni, e per un'attigua cappella privata con altare settecentesco.
Casa Macciocchini Madonnarisalente all'800, frutto dell'accorpamento di più edifici, con trasformazione della facciata. Questa è in mattoni facci vista, assemblati a fasce bugnate al pianterreno. Questo è inquadrato da colonne addossate in mattoni, impostate su un alto zoccolo e sormontate da trabeazione. Al centro c'è l'ingresso, con profilo a tutto sesto e mostra in mattoni, sotto un piccolo balcone su mensole in pietra al primo piano, al centro del quale si apre una bucatura con imponente trabeazione e timpano curvilineo.
Al primo livello due lesene angolari in bugnato sono affiancate da altre due in corrispondenza delle colonne sottostanti. L'ultimo livello presenta un lungo balcone che copre l'intera facciata, con apertura dalla cornice geometrica.
Casa turrita di via Valera: si tratta di un edificio in muratura scarpa, con bastioni alla base, a pianta quadrangolare che si innalza a torre. Probabilmente faceva parte della cinta muraria medievale.

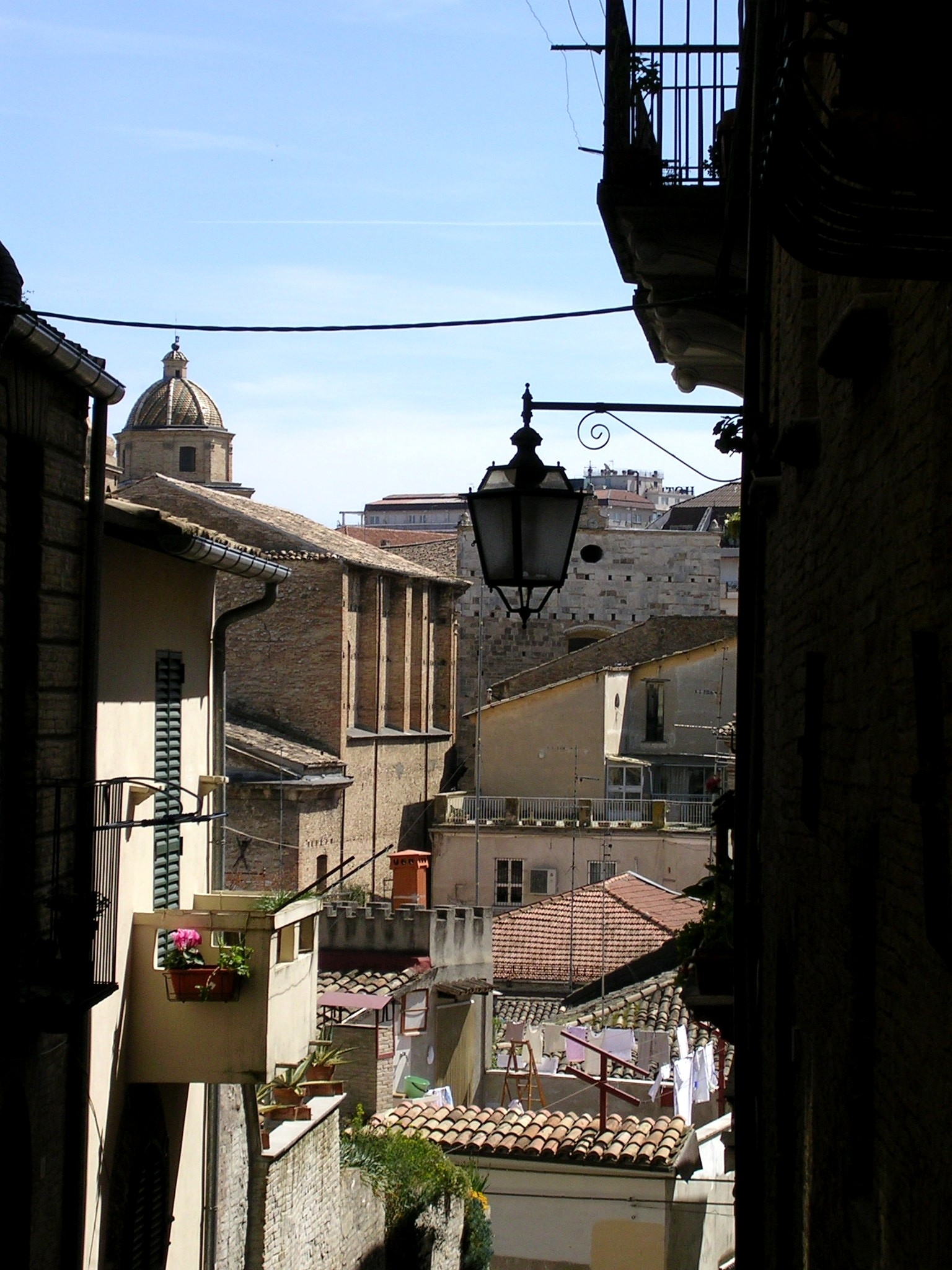
Scorcio della chiesa del Purgatorio da via Santa Maria Maggiore

Palazzo Brasile - Museo civicoè stato realizzato nel XVIII secolo accorpando più case insieme; il prospetto principale occupa il fronte di un intero isolato, ed è servito da due ingressi. Presenta caratteri stilistici riconducibili al tardo Settecento, come la soluzione dei cantonali nei portali e nelle aperture, in mattoni faccia vista, e in cornici mistilinee. Per un periodo ha ospitato Il Museo civico archeologico, successivamente trasferito nell'ex convento di Santo Spirito.
Casa Lotti-Sargiacomosi trova nei presso della chiesa di Santa Maria Maggiore, e confina con un vicolo a destra con la cortina di abitazioni popolari settecentesche. Consta di una torre centrale risalente al 1300 e la parte attigua costruita successivamente intorno al 1700. Interamente costruito in mattoni, presenta partiti architettonici ai cantonali, e sul portale, e cornici curve sulle aperture, realizzati con pezzi sagomati secondo modanature classiche.
Palazzo Carosella
occupa il civico 48 di via Santa Maria Maggiore: ha una struttura a blocco, e occupa l'intero fronte di un isolato. Consta di tre piani, con aperture a balcone su tutti i piani, interamente realizzato in mattoni, sia nelle murature, sia nei partiti architettonici. Al piano terra ed ai cantonali presenta un trattamento che vuole imitare il bugnato, ai piani superiori le aperture con timpani curvi sono realizzate con mattoni sagomati a riprodurre modanature classiche, Al di sopra della copertura si alza una sorta di altana, che si apre sulla piazzetta Malvò.
Palazzo Brasile Barbati
sta sul viale Umberto I, accanto all'arco gotico. L'interno conserva una cappella privata barocca con stucchi di Michele Clerici (1739-76), con medaglioni raffiguranti San Filippo Neri. Si ipotizza che vi fosse la chiesa di San Giuseppe in Borgo, dove aveva sede la Confraternita Morte e Orazione, dal 1952 insediatasi per volere del vescovo Benigno Migliorini nella chiesa di Santa Chiara.
Porta Urbica di via Umberto I
Si trova vicino alla Piazza del Mercato (o Garibaldi), che porta al largo del Malvò. Di origine medievale, la porta è a volta di botte con arco a sesto acuto, tipico dell'arte gotica. Oggi si trova su una delle strade medievali principali del quartiere (via Umberto I), attraversata da persone e automobili. Sulla salita delle scale si intravede la cornice di un secondo arco oggi murato. Probabilmente tali arcate servivano per il passaggio, mentre altri contenevano botteghe.

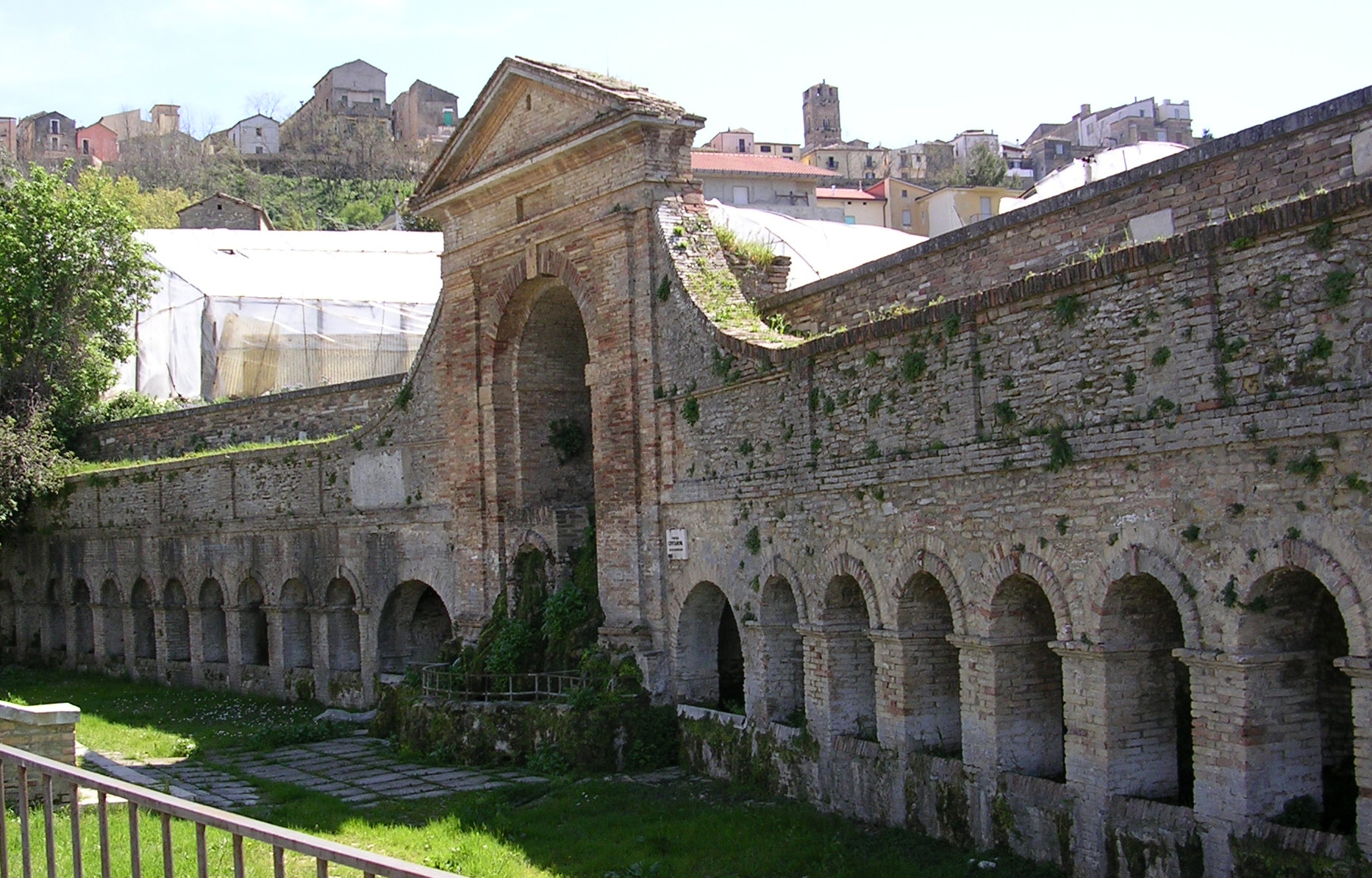
Veduta di Fonte Grande di Civitanova

Fontana Grande di Civitanova
Si trova nella contrada di Sant'Egidio, sottostante le mura del quartiere di Civitanova. Secondo la leggenda la fontana sarebbe di origini romane (III secolo?), documentata ufficialmente dal XII secolo, e ricostruita attualmente nel 1825 da Nicola De Arcangelis. Era situata in un punto di vitale importanza, lungo il tratturo, per il passaggio dei traffici e dei pastori, sotto le mura del quartiere Civitanova, da cui prende il nome, da dove scendevano anche le donne per lavare i panni e l'approvvigionamento idrico. Un timpano al centro del simmetrico complesso, ad un'altezza di 8 metri, copre il sistema delle cannelle di acque che alimentano la vasca centrale, che a sua volta alimenta quelle dei due portici laterali. La fontana venne restaurata da quanto risulta dai documenti, nel 1812, nel 1974 e poi è caduta in degrado, venendo ripulita in sparute occasioni.
Monumento a Trentino La Barba
è stato realizzato nel 2016 e posto in Largo dell'Appello; scolpito su pietra calcarea della Maiella, raffigura il partigiano Trentino La Barba, una delle vittime dei "martiri ottobrini" che il 6 ottobre 1943 si ribellarono all'oppressione tedesca; La Barba è raffigurato nelle vesti di un martire cristiano, suppliziato con legami contro una colonna, con lo sguardo rivolto verso la montagna.

## Quartiere Sacca

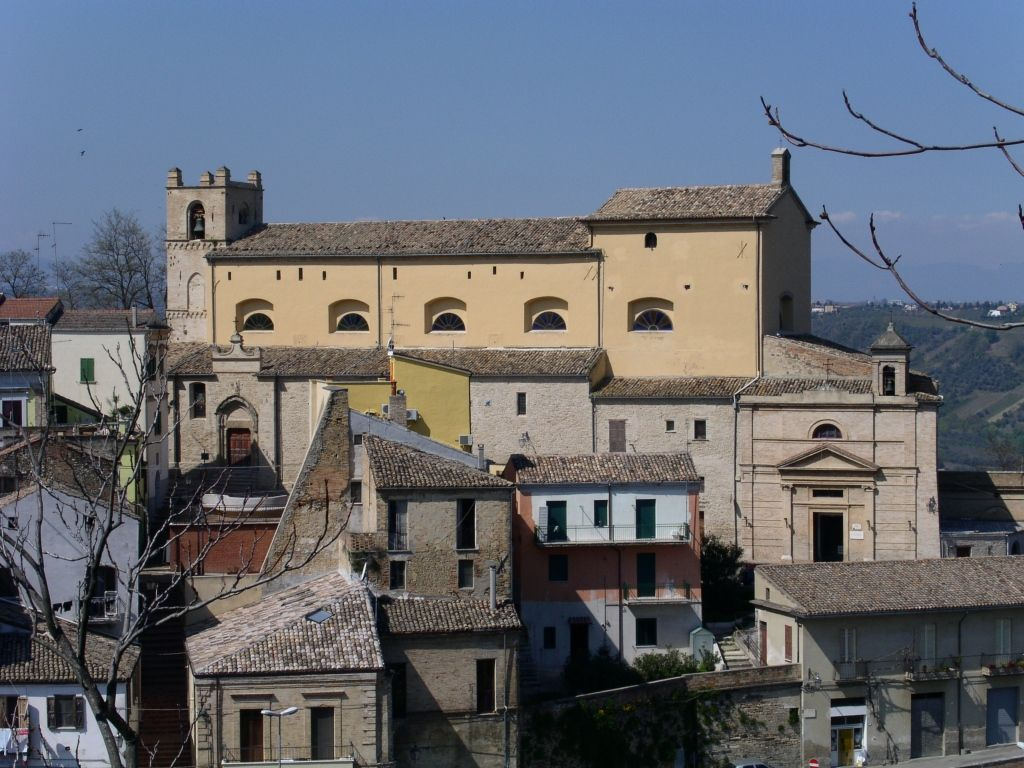
Veduta di quartiere Sacca: chiese di San Nicola di Bari e San Rocco

Il quartiere Sacca si formò su Colle Selva tra il 1050 e il 1153, risultando la parte più antica dell'intero complesso Civitanova-Sacca. Era così chiamato perché vi si raccoglievano i dazi che i latini chiamavano "saccus", la cui dogana si trovava presso Porta San Nicola, oggi scomparsa. L'esigenza di creare un luogo di difesa nella zona cittadina rivolta verso Ortona, dove passava anche il tratturo, e verso l'antica via di accesso ad Anxanum, rese necessaria la nascita di questo quartiere. Nacque la torre di porta San Nicola, nel XII secolo inoltre il rione si popolò di ebrei. 
Dato il passaggio frequente dei mercanti e viandanti per l'importanza delle grandi Fiere lancianesi, il rione nel Medioevo si popolò di genti di varie etnie, specialmente quelle balcaniche, dette anche "schiavoni", ma anche ebrei, stanziati in un ghetto presso Lancianovecchia,  citati in un documento di Ugo Malmozzetto, conte di Manoppello. A conferma di tale forte presenza, oltre i documenti vari, raccolti da Antinori e Marciani, di questa minoranza, è stata anche l'istituzione nel 2013 della parrocchia dei Santi Sergio e Bacco nella settecentesca chiesa della Madonna degli Angeli.
Il quartiere è collegato alla Civitanova mediante viale Garibaldi, ed inizia immediatamente dopo la chiesa di Santa Maria Maggiore,  in discesa verso la chiesa di San Nicola. Dal lato delle Ripe, inizia dopo Porta Noce, verso nord, e nel cuore di Civitanova, abbraccia le strade di via Santa Maria Maggiore e via Cavour. I monumenti che lo caratterizzano sono la chiesa di Santi Nicola e Rocco, palazzo Stella, palazzo De Arcangelis, palazzo Berenga, palazzo De Giorgio, l'ex chiesa della Madonna degli Angeli, e il Ponte dell'Ammazzo, in via per Frisa.
Chiesa di Santi Nicola di Bari e Rocco
Venne eretta sui resti delle medievale chiesa di San Pellegrino, distrutta da un incendio. I lavori terminarono secondo la tradizione nel 1242 o 1292, facendone una delle più antiche chiese del quartiere. Nel 1319 la chiesa divenne parrocchia. Al precedente luogo di culto appartiene probabilmente la statua di San Nicola.
Elemento di interesse artistico è il portale in pietra trecentesca, con arco a tutto sesto, con davanti alla lunetta San Nicola di Bari benedicente. Altro elemento è una bifora superstite sul secondo settore del campanile.
La chiesa ha pianta rettangolare con un ingresso monumentale laterale ad arco ogivale, posto su via Garibaldi, mentre l'antico ingresso romanico è su un vicolo interno. L'interno a tre navate è stato profondamente modificato in stile neoclassico con i restauri di Filippo Sargiacomo e conserva poco dell'antico splendore, avendo di interesse alcune statue sacre in legno e un battistero ligneo a pianta ottagonale. Alcune tele settecentesche, tra le quali la Vergine Addolorata di un anonimo napoletano.
La chiesetta di San Rocco è affiancata a San Nicola, e risale al XVIII secolo, con la facciata neoclassica in mattoni faccia vista rifatta da Sargiacomo, su modello della Trinità dei Monti di Roma.
Ciclo di affreschi delle Storie della Veta Croce
si tratta di una grande nicchia aperta nel 2003 nel muro del campanile di San Nicola, visibile da dentro la chiesa mediante un vetro di protezione trasparente. Si tratta di un prezioso ciclo di affreschi duecenteschi che narrano la "storia della Vera Croce", tratta dalla Legenda Aurea di Jacopo da Varagine. Benché il ciclo sia lacunoso in certi punti, è possibile leggere gli episodi della Morte di Adamo - Salomone fa tagliare l'albero - Regina di Saba e il Legno Sacro - Battaglia di Ponte Milvio - Supplizio dell'ebreo di Gerusalemme.
Chiesa ortodossa della Madonna degli Angeli (Santi Sergio e Bacco)
Si trova in via Cavour, mancano notizie certe sulla storia di questo edificio. Le uniche testimonianze sono delle iscrizioni sulla facciata, che recano l'anno 1611, e il 1766 presso il portale. Probabilmente in quest'anno si intervenne nel restauro settecentesco del corpo di fabbrica. La facciata si sviluppa orizzontalmente su tre campate, scandite da quattro lesene giganti. Su queste corre una trabeazione aggettante che fa da base del timpano mistilineo che conclude la zona centrale. Il portale è caratterizzato da una cornice spezzata, affiancata da volute e da un timpano curvo spezzato. Al di sopra ci sono le incisioni delle date ed una finestra strombata, con sotto l'architrave con la scritta AVE REGINA ANGELORUM. Le campate laterali ospitano ciascuna un portale e una finestra circolare in asse. L'interno è a navata unica, molto più piccolo rispetto alla pianta esterna, con partitura in stucchi di Michele Clerici, con le cornici dell'altare maggiore con due angeli che suonano la tromba, mentre altarini laterali alternano la scansione in paraste. La chiesa contiene delle copie delle tele di Pasquale Bellonio (le originali sono nel Museo Diocesano): presso l'altare si trova al centro la Vergine in trono su una nuvola, circondata da Santi, mentre più in basso, a destra e sinistra l'Annunciazione e la Vergine Assunta.
Sconsacrata al culto cattolico, nel 2013 la chiesa è diventata sede della Parrocchia dei Santi Sergio e Bacco, per il culto ortodosso.
Casa di Carlo Madonna
Abitazione situata in via Cavour, dove visse il patriota lancianese (1809-1890), il quale intorno al 1848 partecipò insieme ai coetanei Luigi De Crecchio, Giuseppe Palizzi, Giuseppe Lisio e Carlo Tommasini alla fonazione del giornale "La Maiella", dimostrando le proprie simpatie per l'unificazione italiana. La casa è un blocco a pianta quadrangolare irregolare, addossata alle altre case del ghetto, ed ha uno stile neoclassico molto semplice, costituita da mattoni che rivestono l'esterno, intonacato di rosso porpora. Una lapide in marmo ricorda la presenza di Carlo Madonna.
Ponte dell'Ammazzo
Fu costruito nel Medioevo, attualmente si presenta con archi gotici sopraelevati del XV secolo, per collegare il quartiere Sacca a quello di Lancianovecchia, essendo separati da un fiume, oggi prosciugato. Deve il nome al macello pubblico (l'ammazzo) che di trovava nelle vicinanze in contrada Fenaroli dove si trovava anche una conceria. Si tratta dell'elemento rappresentante del quartiere, soprattutto per le sue due torri laterali, oggi scomparse. La struttura è caratterizzata da tre arcate a sesto acuto, la centrale delle quali è la maggiore, composte da muratura. In mattoni è anche il parapetto che ne definisce l'ampiezza. Una delle arcate è divisa a metà da una muratura di tompagno che la taglia verticalmente; un'altra invece presenta una chiusura parziale dell'apertura a sesto acuto con conseguente riduzione della sua luce. Una parte del ponte risulta inoltre rivestita di una fodera di mattoni, posta in sovrasquadro rispetto al profilo della sua muratura in pietra.

### Strade e piazze
- Piazza Garibaldi: ricavata dalla colmata del fiume Malavalle, divide gli antichi perimetri murari del rione Civitanova e di Lancianovecchia sul Colle Erminio. La piazza è stata realizzata nel tardo '800, dapprima con l'interramento del fiume, e successivamente asfaltata per permettere il transito dei veicoli. Sfocia nel fosso del Ponte di Lamaccio, oggi percorribile a piedi e in automobile, e negli anni '60 è stato edificato il mercato coperto per la vendita dei prodotti agricoli dei contadini delle contrade circostanti.
La piazza è stata occupata, sin dal primo '900, da nuove costruzioni civili borghesi in mattone cotto, alcune delle quali di interesse artistico per il gusto liberty e neogotico, come il palazzo posto all'incrocio di via Corsea con largo Malvò.

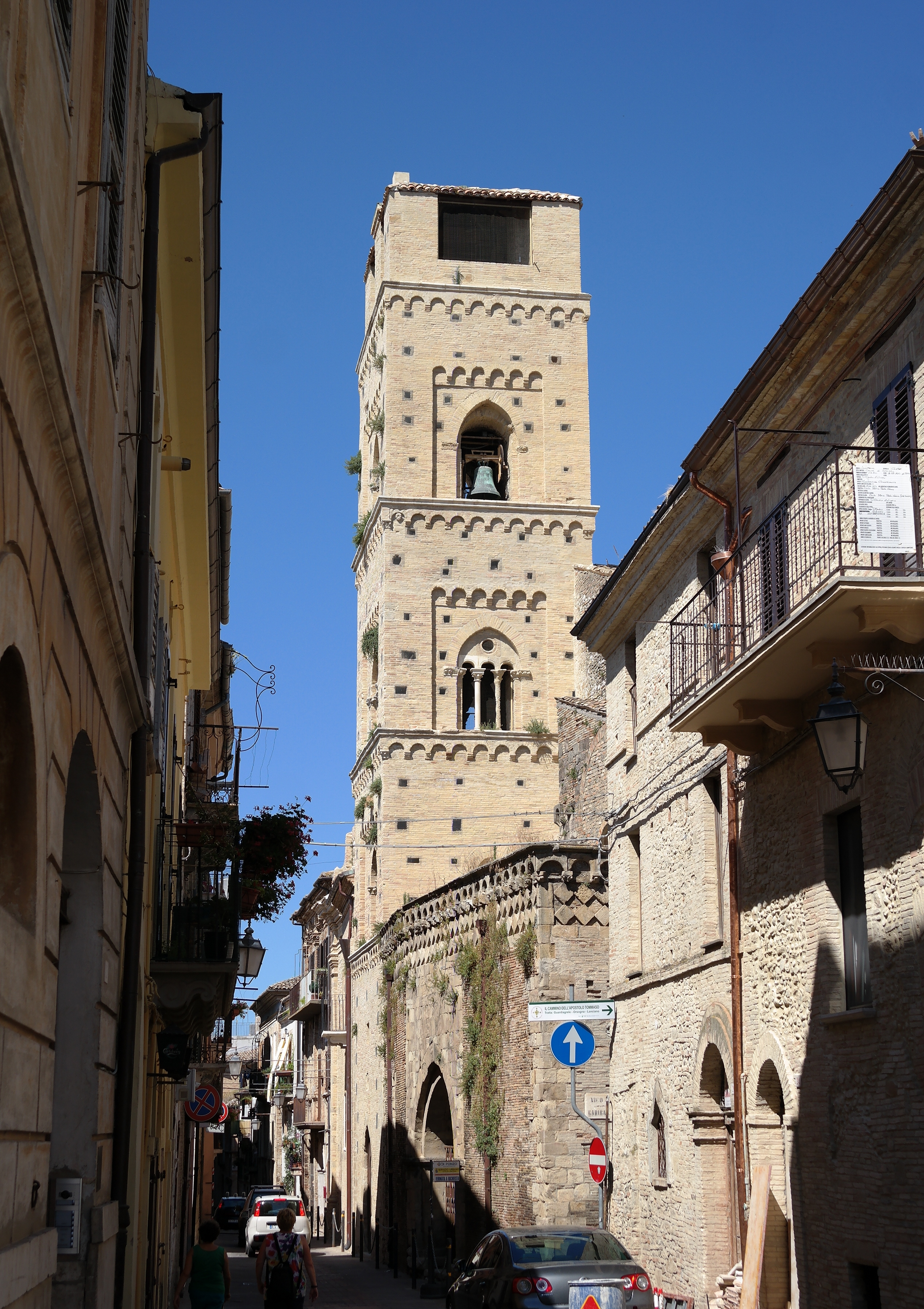
Via Garibaldi con in vista il campanile di Santa Maria Maggiore

- Largo Malvò: Il termine "Malvò" è la crasi di Malavalle, una vallata paludosa che divideva il quartiere Civitanova da Lancianovecchia, perché attraversata dal fiume, che si collegava al Feltrino fino ad arrivare al mare. I due quartieri, insieme al Borgo, erano cinti dalle "ruelle", ossia murature a due parti accostate, al fine di ottenere uno spazio nel quale erano situati i "lochi comodi" delle due case, architettura tipica medievale.
Le acque nei secoli furono usate per concimare gli orti a ridotto di Ponte Lamaccio, anche se varie volte si verificarono epidemie, e forse anche la grave pestilenza del Seicento. La Piazza Malvò attuale è frutto di un risanamento del territorio da parte dell'architetto Filippo Sargiacomo, che compilò il primo piano regolatore della città nel 1879. Il progetto di copertura del fosso è del 1868, e l'intera zona paludosa, fino al Ponte Lamaccio venne bonificata, con la conseguente creazione dello slargo, e della grande Piazza Garibaldi, usata per il mercato pubblico. Il piccolo larghetto offre uno scorcio panoramico verso le case-mura del rione Borgo, dove spicca la mole della chiesa di Santa Lucia, mentre sono affacciate alcune costruzione del tardo Ottocento, come Palazzo Lotti.
- Largo dell'Appello: così chiamato per le benedizioni vescovili, sorge accanto a Piazza d'Armi, dove si trovano le Torri Montanare. Avente area quadrangolare, nel 2016 è stato decorato dal Monumento a Trentino La Barba, partigiano a guida dei martiri ottobrini contro i tedeschi. La piazzetta è dominata dalla mole del Palazzo Arcivescovile e dalla facciata della chiesa di Santa Giovina, mentre a nord-ovest il belvedere della strada delle Ripe permette un'ampia visuale sulla Maiella, sul Gran Sasso d'Italia, sul mare, e sulle collina sottostanti delle contrade cittadine.
- Corso Garibaldi: cardo massimo che divide in due il quartiere, partendo da Largo dell'Appello, arrivando fino alla chiesa di San Nicola, continuando fino all'innesto con la via del Ponte di Lamaccio. Lungo la strada si trovano vari palazzi, come Palazzo Bocache, Palazzo Berenga, Casa Macchiocchini Madonna, la facciata romanica antica della chiesa di Santa Maria Maggiore, e il fianco gotico della chiesa di San Nicola.
- Via Cavour: cardo massimo del quartiere sacca, parte da una biforcazione del corso Garibaldi e non ha uscita, terminando presso la scalinata dei "Cento Gradoni". Si tratta di una via stretta, caratterizzata dalla presenza di case addossate con angiporti, frutto di rimaneggiamenti settecenteschi delle originali abitazioni medievali, e rinascimentali, delle quali le cornici e gli architravi con iscrizioni latine restano ancora presso gli stipiti di molte. Il monumento principale che si incontrano è la chiesa della Madonna degli Angeli, insieme al Palazzo De Giorgio.
- Viale Umberto I: seconda via principale del quartiere Civitanova, permette il collegamento dal rione Sacca sino alle Torri Montanare, dove si trovavano le antiche mura di cinta. Il viale è caratterizzato dalla presenza di vari palazzi sette.ottocenteschi, frutto dei rimaneggiamenti di strutture preesistenti, come testimoniano alcuni architravi cinquecenteschi e i classici angiporti dei vicoletti in salita. Da Piazza Garibaldi l'imbocco al viale avviene mediante un arco gotico del XIV secolo inglobato nel palazzo Brasile. Accabto vi è una porzione del palazzo Bocache ex duchi Celaya di Canosa.
- Viale Santa Maria Maggiore: via parallela del corso Garibaldi, è il secondo principale cardo della Civitanova, e attraversa il piazzale della chiesa omonima, a nord finendo nel quartiere Sacca, a sud uscendo dietro il palazzo arcivescovile. Vari sono i palazzi che si incontrano, come il Palazzo Sargiacomo e la casa gotica con bifora, accanto alla chiesa.
- Strada delle Ripe: costeggia il lato ovest delle mura di Civitanova, che sovrastano il fosso di Sant'Egidio. Benché le mura siano state demolite, i bastioni fortificati sotto il camminamento sono ancora visibili, miste alla vegetazione, così come alcune case palaziali, addossate tra loro e fuse con antichi bastioni. L'esempio più evidente è il palazzo con Porta Noce o Porta Ripa, arco delle porte minori della cinta muraria demolita nell'800. Scendendo sempre di più verso la Sacca, la strada si restringe, immettendosi in una seconda casa con arcata, molto più stretta e bassa, e deviando improvvisamente verso destra, immettendosi nel corso Garibaldi mediante un angiporto molto stretto ad arco acuto.